# Плопу (Браила)
Плопу (рум. Plopu) насеље је у Румунији у округу Браила у општини Јанка. Oпштина се налази на надморској висини од 28 m.

## Становништво
Према подацима из 2002. године у насељу је живело 1520 становника, од којих су сви румунске националности.